# 元寶蕈珊瑚
元寶蕈珊瑚（学名：Fungia (Lobactis）为蕈珊瑚科蕈珊瑚屬下的一个种。